# Capri (cognome)
Capri è un cognome di lingua italiana.

## Varianti
Caprio, De Capri, Di Capri, Di Caprio.

## Origine e diffusione
Cognome tipicamente meridionale, è presente prevalentemente nel napoletano.
Potrebbe derivare dal toponimo Capri.

## Persone
- Emilio Capri (1917) – ex calciatore italiano
- Olga Capri (1893-1961) – attrice italiana